# Palacio Zurbano
El palacio Zurbano se encuentra en Zurbano, Arrazua-Ubarrundia (Álava, España), a unos pocos kilómetros de la capital alavesa.

## Historia
La localidad se distribuye en barrios, estando asentada sobre una ladera de suave pendiente orientada al mediodía. La edificación es diseminada, con un claro carácter rural.
Al pasear por la localidad sorprende la presencia de varias casas de los siglos XVII y XVIII, de cuidada ejecución. Son la casa de Otazu, extraordinaria casa señorial construida sobre la torre de Basterra, el palacio de los Zurbano, el palacio de Otalora-Guevara, muy semejante al anterior, la casa Ortiz de Zárate y otras de menor importancia.
En el extremo norte, en el punto más alto, se encuentra la iglesia. Frente a ella se ubica el palacio Zurbano, también llamado de los Zurbano. La ubicación del edificio, que se construye con la fachada principal al norte por enfrentarlo a la iglesia, da una idea de la importancia del mismo. 
Urbanísticamente el edificio se revaloriza por su relación con la iglesia, con la que crea un pequeño entorno urbano, a pesar de encontrarse en un medio rural diseminado.

## Descripción
Inicialmente el palacio fue exento, de planta rectangular, pero con los años se fueron adosando construcciones al mismo. Parece ser que fue construido por el bachiller Pedro Ruiz de Erenchun hacia 1621, y que para la ejecución de las obras se contrataron los servicios de Pedro de Eguinoa y Juan de Eguinoa, de Elguea. Posteriormente pasa la propiedad a los Uriarte.
La distribución de volúmenes del cuerpo principal, el original, corresponde con el de un prisma de dos pisos y entrecubierta, con los faldones a cuatro aguas, en cuyas esquinas del alzado norte se recrecen dos torres cuadradas. La medida del ancho de la torre es la de la mitad de los alzados este y oeste, y su altura es de aproximadamente un piso más que el cuerpo central.
La fábrica es de mampostería de mediana calidad, con sillares en las esquinas y enmarcados de huecos e impostas. Los pisos de las torres se enmarcan con moldura en el primero y remate de cubierta. El cuerpo central se remata en cubierta con canes de madera de gran interés y trabajo.
El acceso se produce a través de un arco de sillería de nueve dovelas, sobre las que descansa un gran escudo con las armas de Isabel Ortiz de Zurbano, por lo que corresponde a fecha posterior a la de construcción de la casa.
Los huecos del primer piso, en fachada principal, son balcones con antepecho de forja. Existen cinco ejes de huecos principales que, en el centro, son sustituidos por la citada puerta de acceso en planta baja y escudo en primera. La entrecubierta del módulo central dispone de cuatro pequeños huecos de iluminación.
La fachada posterior es más sencilla, construida con ladrillo a partir de la primera planta. La ordenación de huecos no es tan rigurosa como en la principal. Dispone de una terraza sobre columnas que parece provenir de alguna modificación posterior.
Los añadidos, que en absoluto resultan degradantes, se encuentran construidos en mampostería. El del este fue escuela, fundada por los Zurbano en los años veinte. El añadido oeste responde a una volumetría típica de pajar, encontrándose en la actualidad adaptados a vivienda.
A pesar de los añadidos existentes, el objeto principal del conjunto sigue siendo el palacio con sus dos llamativas torres.
El interior de la planta baja no tiene mayor interés, puesto que las dependencias no eran sino ampliaciones del zaguán de acceso. Al piso primero se sube por una escalera de tres tramos, construida con escalones de piedra y balaustrada. En su último tramo se bifurca, dando acceso al cuerpo principal por un lado y a los anexos del oeste por otro. La entrecubierta es un gran espacio habilitado actualmente como salón.